# Mychajliwka (rejon nyżniohirski)
Mychajliwka (ukr. Михайлівка, ros. Михайловка, Michajłowka) – wieś na Ukrainie, w Autonomicznej Republice Krymu (de iure stanowiącej integralną część państwa ukraińskiego, w 2014 anektowanej przez Rosję i odtąd funkcjonującej jako Republika Krymu), w rejonie nyżniohirskim. W 2001 liczyła 2951 mieszkańców, wśród których 470 wskazało jako ojczysty język ukraiński, 2471 rosyjski, 6 krymskotatarski, 2 białoruski, 1 polski, a 1 inny. Według spisu ludności przeprowadzonego przez okupacyjne władze rosyjskie populacja wsi w 2014 wynosiła 2241 osób.